# Iacyr Anderson Freitas
Iacyr Anderson Freitas (Patrocínio do Muriaé, 22 de setembro de 1963) é um escritor brasileiro. Seu livro Messe obteve o primeiro lugar no Concurso Nacional de Literatura Cidade de Belo Horizonte (Poesia), em 1990, e também o Prêmio Nacional Joaquim Norberto, promovido pela União Brasileira de Escritores (RJ). Em 1993, seu livro Lázaro também ficou em primeiro lugar no Concurso Nacional de Literatura Cidade de Belo Horizonte (Poesia). Seu livro de contos Trinca dos traídos recebeu, em 2005, a Menção Especial na 46ª edição do Prêmio Casa de las Américas, em Cuba, sendo também inserido na lista de obras literárias de leitura obrigatória para os vestibulandos da Escola de Direito da Fundação Getúlio Vargas de São Paulo. Em 2011, seu livro Viavária obteve o primeiro lugar no Prêmio Literário Nacional do PEN Clube do Brasil (Poesia). Sua obra literária se encontra bastante divulgada em outras línguas e países (Argentina, Chile, Colômbia, Espanha, Estados Unidos, França, Itália, Inglaterra, Malta, México, Nicarágua, Suíça, Peru, Portugal e Venezuela).

## Biografia
Em 1981, ingressou no curso de Engenharia Civil da Universidade Federal de Juiz de Fora, formando-se em 1985. Nesta mesma universidade, obterá o título de mestre em Letras (Teoria da Literatura), defendendo dissertação sobre a obra do poeta baiano Ruy Espinheira Filho.
Publicou diversos livros de poesia, ensaio literário e prosa de ficção. Sua estreia literária ocorreu com o livro Verso e palavra, publicado em 1982, quando possuía apenas 19 anos de idade e atuava como Diretor de Cultura do DCE da UFJF. Esse livro inaugural, de caráter marcadamente panfletário, encontrava-se inserido nas lutas políticas do período, refletindo o processo de resistência civil contra a Ditadura Militar brasileira. O crítico e poeta Alexei Bueno afirma: "Dos principais poetas de sua geração, Iacyr Anderson Freitas (1963), desde a sua estreia com Verso e palavra, de 1982, vem construindo com notável coerência uma obra poética que se traduz por uma tentativa de compreensão em profundidade do mundo, característica comum a quase toda grande poesia. Passando do verso livre às formas fixas como o soneto, a sua poesia transmite a percepção aguda do efêmero e do imponderável sobre o qual se constroem todas as ilusões humanas".
A escritora suíça Prisca Agustoni afirma que "A poesia de Iacyr Anderson Freitas explicita a procura, por vezes dolorosa, de coisas e sentimentos profundos e cotidianos que constituem a raiz ontológica do ser humano que, frequentemente, se encontra exilado num tempo e num espaço em estado de desmoronamento e que se agarra, desesperado, à palavra e à memória para salvar as sobras desse processo de desmantelamento interior".
Seus livros obtiveram uma quantidade considerável de premiações literárias no Brasil e no exterior, tendo sido destacados por críticos e escritores como Carlos Nejar, Alexei Bueno, Fábio Lucas, Ruy Espinheira Filho, Wilson Martins, Olga Savary, Ivo Barroso, Assis Brasil, Luiz Ruffato, Fernando Py, Miguel Sanches Neto e Fabrício Carpinejar, entre outros.

## Obras

### Poesia
- Verso e palavra. Juiz de Fora: Ed. do Autor, 1982.
- Pedra-Minas. Juiz de Fora: D’Lira, 1984.
- Colagem de bordo & outros poemas. Juiz de Fora: D’Lira, 1986.
- Outurvo. Juiz de Fora: D’Lira, 1987.
- Pedra-Minas & Memorablia. Juiz de Fora: D’Lira, 1989.
- O aprendizado da figura. Juiz de Fora: D’Lira, 1989.
- Sísifo no espelho. Juiz de Fora: D’Lira, 1990.
- Primeiro livro de chuvas. Juiz de Fora: D’Lira, 1991.
- Messe. Juiz de Fora: D’Lira, 1995.
- Lázaro. Juiz de Fora: D’Lira, 1995.
- Mirante. Juiz de Fora: D’Lira, 1999.
- Oceano coligido (antologia poética). São Paulo: Viramundo, 2000. ISBN 8587767046
- Messe (edição revista). Belo Horizonte: Secretaria Municipal de Cultura, 2000.
- Dançar o nome (em co-autoria com Edimilson Pereira e Fernando Fiorese, contendo CD com leitura dos poemas). Juiz de Fora: Ed. UFJF, 2000. ISBN 8585252561
- A soleira e o século. São Paulo: Nankin/ Funalfa Edições, 2002. ISBN 8586372463
- Duo. Magdalena (Argentina): Edición Artesanal, 2004. Volume bilíngüe e bipartido, contendo também poemas de Victoria Asís.
- Terra além mar (antologia poética). Cascais (Portugal): Ardósia Assoc. Cult., 2005. ISBN 9729948712
- Quaradouro. São Paulo: Nankin/ Funalfa Edições, 2007. ISBN 9788577510078
- Primeiras letras. São Paulo: Nankin/ Funalfa Edições, 2007. ISBN 9788577510085
- O cavalo alado e outros poemas (infantil, em co-autoria com Leo Cunha e Elias José). Juiz de Fora: Mary e Eliardo França Editores/Zit Editores, 2004. ISBN 8589907287
- Eu tinha um gato branco que fugiu (infantil). Juiz de Fora: Franco Editora, 2004. ISBN 9788588600928
- Respeitável público (infantil). Juiz de Fora: Mary e Eliardo França Editores, 2006. ISBN 8586802840
- Viavária. São Paulo/Juiz de Fora: Nankin/Funalfa Edições, 2010. ISBN 9788577510573
- Ar de arestas. São Paulo/Juiz de Fora: Escrituras/Funalfa Edições, 2013. ISBN 9788575314678
- Estação das clínicas. São Paulo/Juiz de Fora: Escrituras/Funalfa Edições, 2016. ISBN 9788575317204
- The immense hour: selected poems of Iacyr Anderson Freitas (translation by Desirée Jung). E-book Kindle/Amazon, 2019. ASIN B0815QVVH6

### Ensaio
- Heidegger e a origem da obra de arte. Juiz de Fora: D’Lira, 1993.
- Quatro estudos. Juiz de Fora: D’Lira, 1998.
- As perdas luminosas: uma análise da poesia de Ruy Espinheira Filho. Salvador: EDUFBA e Fundação Casa de Jorge Amado, 2001. ISBN 8572780599

### Ficção
- O artista e a cidade. Juiz de Fora: Funalfa, 2000 - álbum comemorativo dos 150 anos de emancipação política de Juiz de Fora, contendo texto autobiográfico do poeta e uma serigrafia de Dnar Rocha.
- Trinca dos traídos. São Paulo: Nankin/ Funalfa Edições, 2003. ISBN 9788586372575
- El buitrero. E-book Kindle/Amazon, 2017. ASIN B072BTTPVT

### Antologias e participações
- Antologia da nova poesia brasileira (Org. Olga Savary). Rio de Janeiro: Hipocampo, 1992.
- Pérolas do Brasil / Pearls of Brazil / Brazilian Gyöngyei (Org. e trad. Lívia Paulini). Belo Horizonte: AFML, 1993.
- International Poetry Review: Brazil Issue. Greensboro (USA): University of North Carolina, spring 1997. Antologia org. e trad. por Steven White.
- A poesia mineira no século XX (Org. Assis Brasil). Rio de Janeiro: Imago, 1998.
- Anto (número 3, especialmente dedicado ao Brasil). Amarante (Portugal): Edições do Tâmega, 1998.
- Fui eu (Org. Eunice Arruda). São Paulo: Escrituras Editora, 1998.
- Ricerca research recherche. Lecce (Itália): Dipartimento di Lingue e Letterature Straniere - Universitá degli Studi di Lecce, nº 4, 1998.
- Reflexos da poesia contemporânea do Brasil, França, Itália e Portugal (Org. e trad. para o francês por Jean-Paul Mestas). Lisboa: Universitária Editora, 2000.
- Baú de letras (Org. José Alberto Pinho Neves). Juiz de Fora: Funalfa, 2000.
- Quanta terra!!! – Poesia e prosa brasileira contemporânea (Org. Amadeu Baptista). Almada (Portugal): Casa da Cerca, 2001.
- Antología de la poesía brasileña (Org. e trad. Xosé Lois García). Santiago de Compostela (Espanha): Laiovento, 2001.
- Letras da cidade (Org. Leila Barbosa e Marisa Timponi). Juiz de Fora: Funalfa, 2002.
- Poesia em movimento (Org. Jorge Sanglard). Juiz de Fora: Ed. UFJF, 2002.
- Antologia comentada da literatura brasileira: poesia e prosa (Org. Magaly T. Gonçalves, Zélia T. de Aquino e Zina Bellodi). Petrópolis: Vozes, 2006.
- Uma história da poesia brasileira (Alexei Bueno). Rio de Janeiro: G. Ermakoff Casa Editorial, 2007.
- Oiro de Minas: a nova poesia das Gerais (Org. Prisca Agustoni). Cascais (Portugal): Ardósia Associação Cultural, 2008.
- Oiro de Minas: a nova poesia das Gerais (Org. Prisca Agustoni). Cascais: Ardósia Associação Cultural, 2008.
- Os dias do amor – um poema para cada dia do ano (Org. Inês Ramos). Parede (Portugal): Ministério dos livros, 2009.
- Portuguesia (Org. Wilmar Silva). Belo Horizonte: Anome, 2009.

## Prêmios e indicações
- 1989 – Menção Especial no Prêmio Nacional Jorge de Lima, promovido pela União Brasileira de Escritores (RJ), por seu livro Sísifo no espelho.
- 1990 – 1º lugar no Concurso Nacional de Literatura Cidade de Belo Horizonte (Poesia), por seu livro Messe.
- 1993 – 1º lugar no Concurso Nacional de Literatura Cidade de Belo Horizonte (Poesia), por sua obra Lázaro.
- 1997 – Diploma do Mérito Cultural, conferido pela União Brasileira de Escritores (RJ), pelo conjunto de obra.
- 2000 – Prêmio Nacional Eduardo Frieiro (Ensaio), da Academia Mineira de Letras, por seu livro Quatro estudos.
- 2001 – 1º lugar no Prêmio Nacional Joaquim Norberto, da União Brasileira de Escritores (RJ), por seus livros Messe e Oceano coligido.
- 2002 – 1º lugar no Premio Internazionale Il Convivio (Poesia), da Accademia Internazionale Il Convivio (Itália), por Oceano coligido.
- 2002 – 1º lugar no Prêmio Nacional Centenário de Oscar Mendes (Ensaio), da Academia Mineira de Letras, pelo livro As perdas luminosas.
- 2003 – 1º lugar no Premio Internazionale Il Convivio (Poesia), promovido pela Accademia Internazionale Il Convivio (Itália), por A soleira e o século.
- 2003 – 1º lugar no Prêmio Nacional Centenário de Hely Menegale (Poesia), da Academia Mineira de Letras, pelo livro A soleira e o século.
- 2004 – Menção Honrosa no Prêmio Vivaldi Moreira (Poesia), da Academia Mineira de Letras.
- 2004 – Hors-concours no Prêmio de Poesia Centenário de Carminha Gouthier, da Academia Mineira de Letras, pela obra A soleira e o século.
- 2005 – Menção Especial na 46ª edição do Prêmio Casa de las Américas, em Cuba, pelo livro de contos Trinca dos traídos.
- 2006 – Menção Honrosa no Prêmio Nacional Cassiano Ricardo (Poesia), promovido pela União Brasileira de Escritores (RJ), por Terra além mar.
- 2007 – Prêmio Brasil América Hispânica (Poesia), promovido pela AFEMIL, pelo livro Terra além mar.
- 2008 – Menção Honrosa no II Concurso Nacional Literatura para Todos (Poesia), promovido pelo Ministério da Educação (MEC), pelo livro Viavária.
- 2008 – Semifinalista do Prêmio Portugal Telecom com o livro Quaradouro.
- 2011 – 1º lugar no Prêmio Literário Nacional do PEN Clube do Brasil (Poesia) com o livro Viavária.
- 2014 – Finalista do Prêmio Jabuti e semifinalista do Prêmio Portugal Telecom com o livro Ar de arestas.